# 미로슬라우 샤탄
미로슬라우 샤탄(슬로바키아어: Miroslav Šatan, 슬로바키아어 발음: [ˈmirɔslaw ˈʂatan], 1974년 10월 22일~)은 슬로바키아의 은퇴한 아이스하키 선수로 포지션은 라이트윙이다. 현재 슬로바키아 아이스하키 국가대표팀의 단장을 맡고 있다. 선수 시절 내셔널 하키 리그(NHL)에서 총 1136경기에 출전했고, 789점을 기록했다. NHL 활동 시기에는 에드먼턴 오일러스, 버펄로 세이버스, 뉴욕 아일런더스, 피츠버그 펭귄스 소속으로 활약했다. 특히 버펄로 소속 시절에는 팀의 주장을 맡았으며, 2009년에는 피츠버그 소속으로 스탠리 컵 우승을 차지했다.
슬로바키아 국가대표팀 소속으로 활약하여 올림픽에 4번, 세계 아이스하키 선수권 대회에 14번 출전하였다. 처음으로 국가대표 선수가 된 1993년부터 2014년에 은퇴할 때까지 총 183경기에 출전하여 162점(86골, 76어시스트)을 기록했으며, 슬로바키아 대표팀 역대 최다 골, 최다 득점 기록을 보유하고 있다.

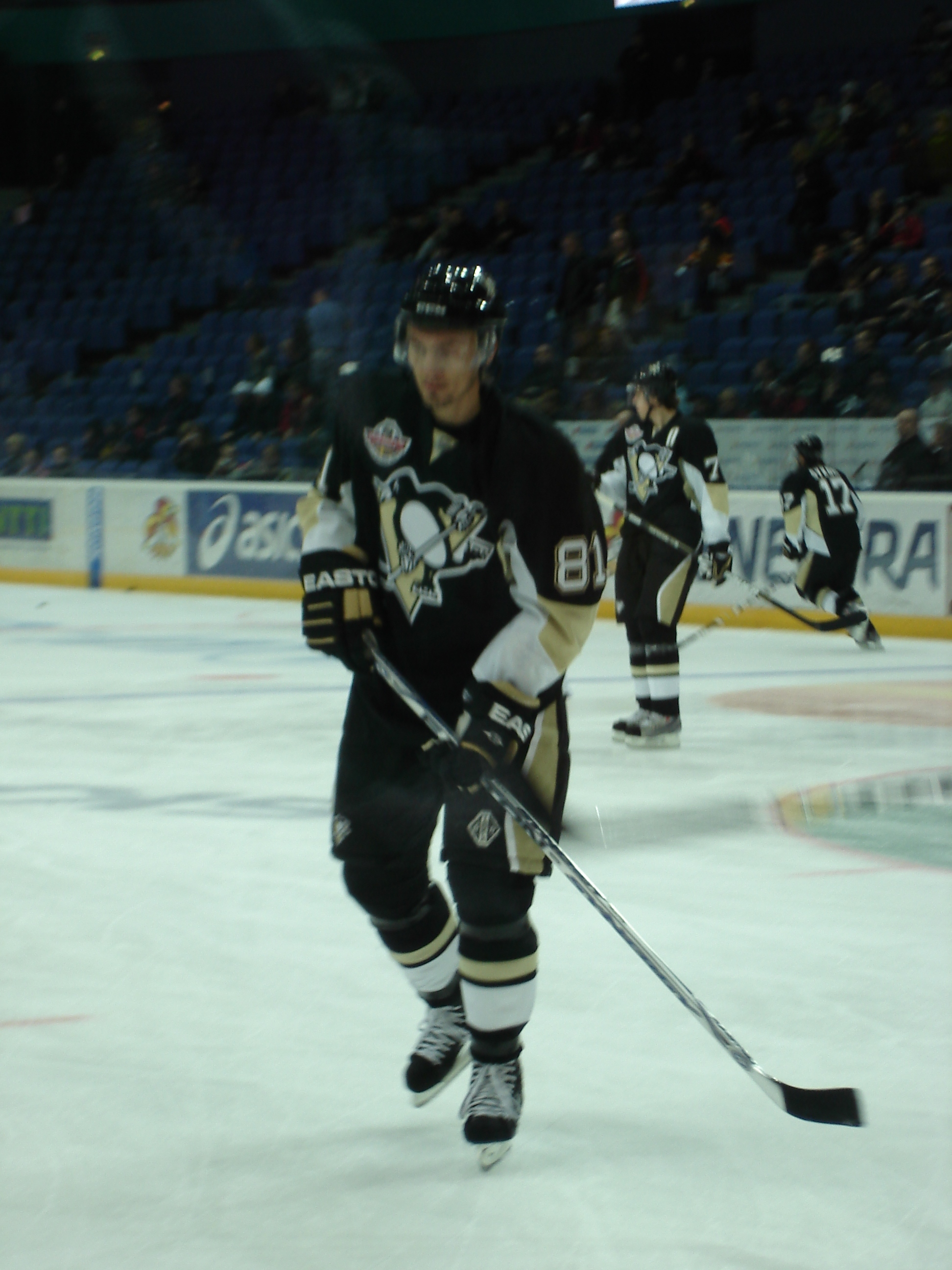
2008년 피츠버그 펭귄스 소속 시절의 샤탄

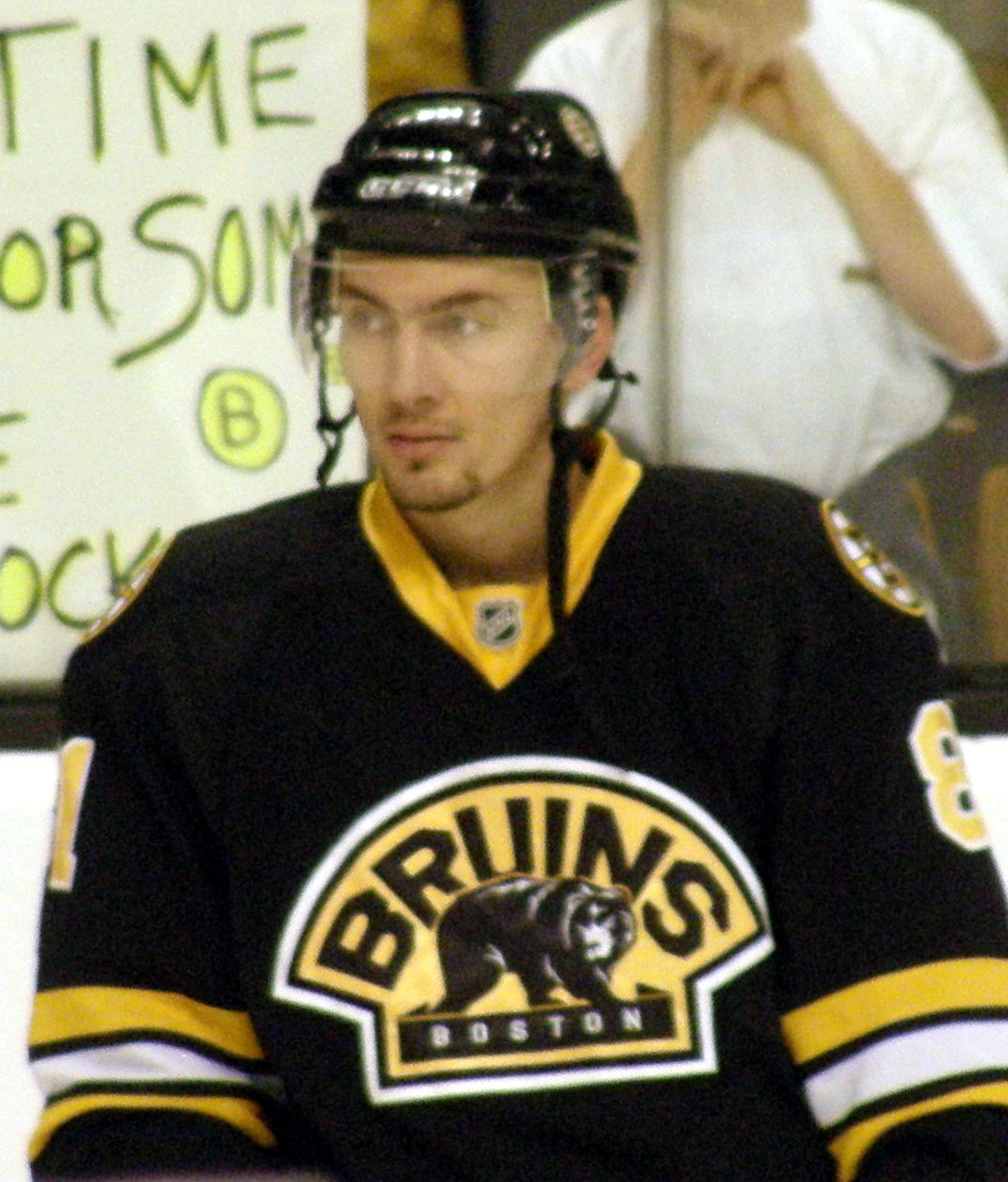
2010년 보스턴 브루인스 소속 시절의 샤탄

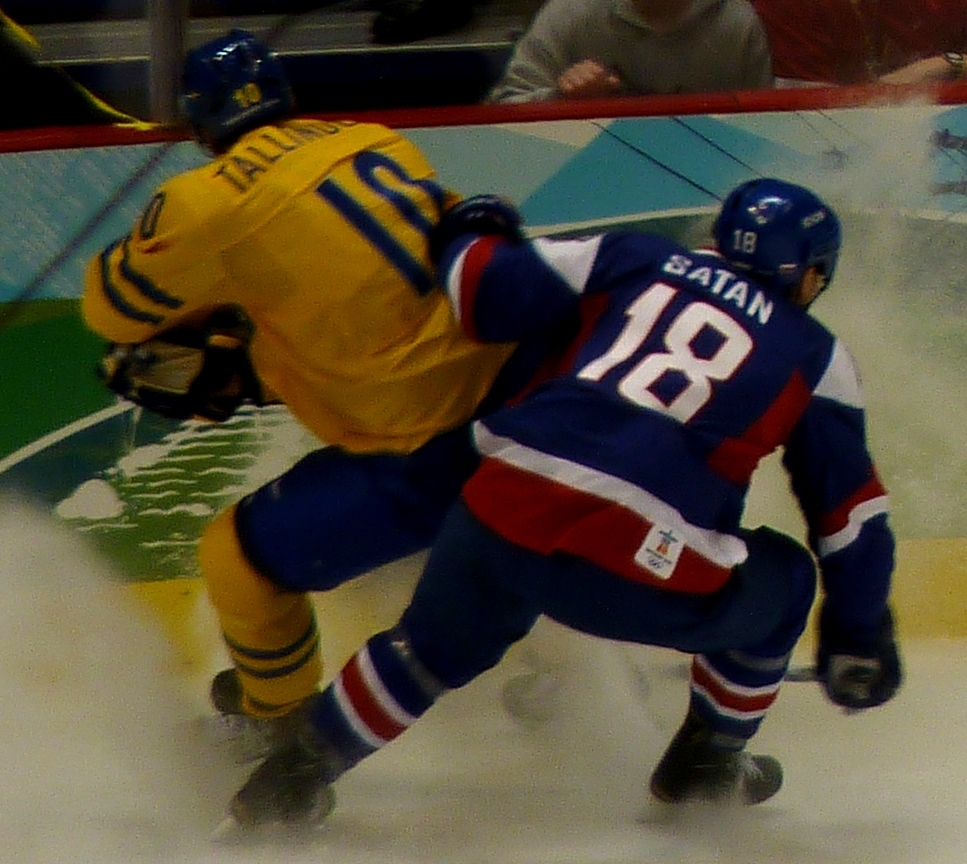
2010년 동계 올림픽 스웨덴전 당시 헨리크 탈린데르에게 보디체크를 하고 있는 샤탄